# Ермаков, Афанасий Иванович
Афана́сий Ива́нович Ермако́в (1905—1967) — участник Великой Отечественной войны, пулемётчик 716-го стрелкового полка 157-й стрелковой дивизии 64-й армии Юго-Западного фронта, рядовой. Герой Советского Союза (1942).

## Биография
Родился 15 мая 1905 года в селе Алгасово (ныне — Моршанского района Тамбовской области). Русский.
Окончил 4 класса школы. До войны работал в колхозе, затем на заводе.
В Красной Армии с 1941 года. В действующей армии в период Великой Отечественной войны — с июля 1942 года.
27 июля 1942 года отличился в составе 716 стрелкового полка, сдерживая натиск гитлеровцев, прорвавшихся на левый берег Дона на Цимлянском направлении в районе Красный Яр. Рядовой пулемётчик Ермаков снова отличился 7 августа 1942 года, обороняя с группой бойцов высоту 89,9 у населённого пункта Новоаксайского. В этом бою А. Ермаков истребил более сотни гитлеровцев.
Всего за время боёв с 22 июля по 9 сентября 1942 года рядовой Ермаков огнём своего пулемёта вывел из строя свыше 300 солдат и офицеров противника. В боях под Сталинградом он являлся примером героизма, мужества и самоотверженности. После боёв на Волге сражался на других фронтах. Был неоднократно ранен.
Демобилизовался из армии в звании лейтенанта. Жил и работал в городе Жданове (ныне Мариуполь, Украина).
Умер 19 июня 1967 года.

## Награды

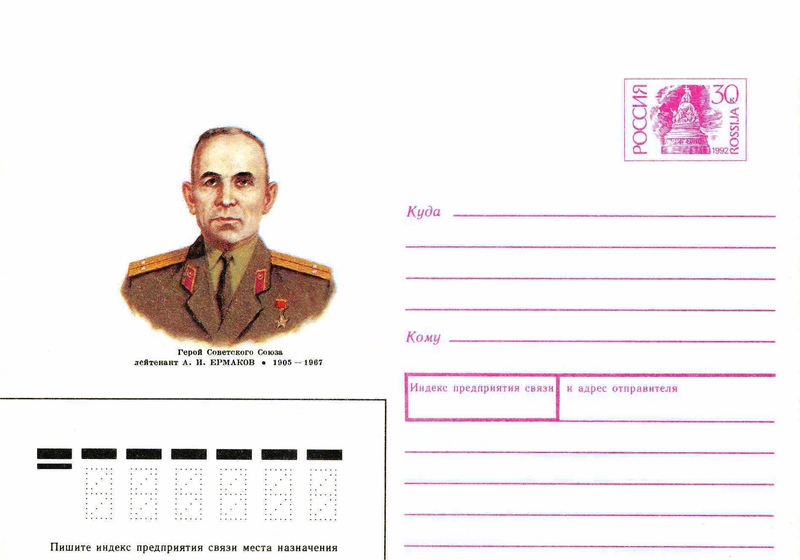
Почтовый конверт России, 1992 год

- Указом Президиума Верховного Совета СССР «О присвоении звания Героя Советского Союза начальствующему и рядовому составу Красной Армии» от 5 ноября 1942 года за «образцовое выполнение боевых заданий командования на фронте борьбы с немецкими захватчиками и проявленные при этом отвагу и геройство» Афанасий Иванович Ермаков был удостоен высокого звания Героя Советского Союза, медаль «Золотая Звезда» № 753[1].
- Орден Ленина;
- Медали, в том числе «За оборону Сталинграда»[2] и «За победу над Германией в Великой Отечественной войне 1941—1945 гг.».

## Память
- Имя Героя носит улица в Краснооктябрьском районе города Волгограда[3].
- В 1992 году был выпущен почтовый конверт России, посвящённый Ермакову.
- Во время войны о Ермакове были написаны стихи[4]:

Когда страну любить так можешь, 

Как этот русский человек, 

Ты сотни немцев уничтожишь 

И сам прославишься навек.
Боец! Когда в разгаре боя 

Идёшь в атаку на врагов, 

Будь смел, отважен, хладнокровен, 

Как пулемётчик Ермаков.